# Charles de Brosses

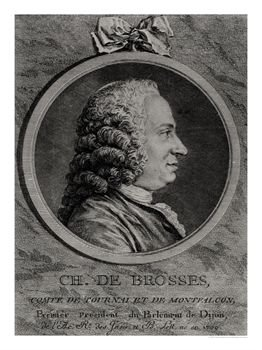
Retrato gravado de de Brosses

Charles de Brosses (francês: [də bʁɔs]), comte de Tournay, baron de Montfalcon, seigneur de Vezins et de Prevessin (7 de fevereiro de 1709 – 7 de maio de 1777), foi um erudito francês do século XVIII.

## Vida
Ele foi presidente do parlamento de sua cidade natal Dijon a partir de 1741, membro da Académie des Inscriptions et Belles-Lettres a partir de 1746, e membro da Académie des Sciences, Arts et Belles-Lettres de Dijon a partir de 1761. Era um amigo próximo de Georges-Louis Leclerc de Buffon, o naturalista que escreveu a Histoire Naturelle, e um inimigo pessoal de Voltaire, o famoso filósofo, que barrou sua entrada na Académie française em 1770. Por se opor ao poder absoluto do rei, ele foi exilado duas vezes, em 1744 e 1771. Escreveu numerosos artigos acadêmicos sobre tópicos relacionados à história antiga e linguística, alguns dos quais foram usados por Denis Diderot e D'Alembert na Encyclopédie (1751-1765).

## Publicações
De Brosses publicou cinco livros:
- Lettres sur l'état actuel de la ville souterraine d'Herculée et sur les causes de son ensevelissement sous les ruines du Vésuve (1750). Contém uma lista de descobertas arqueológicas da escavação de Herculano, incluindo algumas inscrições antigas na língua osca.
- Histoire des navigations aux terres australes, contenant ce que l'on sait des moeurs et des productions des contrées découvertes jusqu'à ce jour (1756). Oferece um resumo completo de todas as viagens conhecidas para os mares do Sul, precedido por um longo apelo por uma campanha de exploração nessas águas, para descobrir e explorar o vasto continente Austral que não poderia deixar de existir, por razões mecânicas. Provou ser extremamente útil para James Cook em relação à descoberta da Austrália em 1770, e contém o que pode ser a primeira ocorrência das palavras "Polynésie" (Polinésia) e "Australasie" (Australásia). Foi escrito que foi este livro que convenceu o explorador francês Louis-Antoine de Bougainville, então um soldado no Canadá, a se tornar um marinheiro e, em seus próprios termos, "fazer algo grandioso".
- Du culte des dieux fétiches ou Parallèle de l'ancienne religion de l'Egypte avec la religion actuelle de Nigritie (1760). Oferece uma teoria materialista da origem da religião, e representa um dos primeiros trabalhos teóricos na disciplina da etno-antropologia. Notavelmente, contém a primeira ocorrência histórica da palavra "fétichisme", mais tarde emprestada por Karl Marx em 1842 e usada em seu Capital (1867).
- Traité de la formation méchanique des langues et des principes physiques de l'étymologie (1765). Fornece uma teoria materialista da origem e evolução da linguagem, onde o significado das palavras é considerado como uma imagem da articulação fisiológica dos sons (veja Simbolismo fonético). Teve influência na Grammaire (1775) de Condillac e um papel muito importante no surgimento de uma concepção científica da linguagem.
- Histoire de la République romaine, dans le cours du VIIe siècle, par Salluste, en partie traduite du latin sur l'original, en partie rétablie et composée sur les fragmens qui sont restés de ses livres perdus (1777). É uma tradução francesa da Historia de Salústio, parcialmente restaurada com a ajuda de fragmentos antigos, e ilustrada com mapas topográficos e achados arqueológicos.

De Brosses também é lembrado por suas cartas publicadas postumamente:
- L'Italie il y a cent ans, ou Lettres écrites d'Italie à quelques amis en 1739 et 1740 (1836). Este livro é uma coleção de cartas cultas, espirituosas e de mente aberta, enviadas por De Brosses a seus amigos em Dijon durante suas viagens na Itália de 1739-1740. Foi muito apreciado por Alexander Pushkin e Stendhal.

A primeira tradução em inglês de Du culte des dieux fétiches foi publicada em The Returns of Fetishism: Charles De Brosses and the Afterlives of an Idea em junho de 2017.

## Links externos
- Obras de ou sobre Charles de Brosses no Internet Archive
- Charles de Brosses, Du culte des Dieux Fétiches, ou Parallèle de l'ancienne Religion de l'Égypte avec la Religion actuelle de Nigritie, 1760 (Introdução, pp. 5–17).
- Luca Nobile, Brosses, Charles de. Traité de la formation méchanique des langues, em CTLF "Corpus des Textes Linguistiques Fondamentaux", Paris-Lyon, 2006.